# Ruch na rzecz aneksji w Kolumbii Brytyjskiej
Ruch na rzecz aneksji w Brytyjskiej Kolumbii – opcja polityczna rozwijana po 1860 r., dążąca do włączenia kolonii Wyspy Vancouver i Kolumbii Brytyjskiej do Stanów Zjednoczonych. Ruch powstał wraz z wygaśnięciem gorączki złota nad rzeką Fraser. Kolonia weszła wtedy w fazę ostrej recesji i jej mieszkańcy poszukiwali sposobu rozwiązania problemów gospodarczych. Zwolennikami ruchu byli głównie niedawni przybysze z USA i z innych krajów, niemających żadnych związków z Wielką Brytanią. Ruch się wzmógł się w 1867, kiedy to Stany Zjednoczone zakupiły od Rosji Alaskę (zobacz: zakup Alaski). Rozeszły się wtedy pogłoski, jakoby Brytyjczycy byli już w trakcie negocjacji z Amerykanami na temat zrzeczenia się kolonii w zamian za uregulowanie tzw. roszczenia Alabamy. Aktywiści ruchu wystosowali wtedy swą pierwszą petycję, skierowaną do królowej Wiktorii.
Petycja stawiała ultimatum wobec korony. Żądano utworzenia stałego, taniego połączenia okrętowego pomiędzy Anglią a kolonią oraz przejęcia przez Wielką Brytanię wszelkich długów kolonii. W przeciwnym razie, kolonia miała wypowiedzieć koronie posłuszeństwo i szukać opieki Stanów Zjednoczonych. Nie jest jasne, ile osób podpisało się pod petycją, ani też czy dotarła w ręce królowej, pewnym jest natomiast, że nie odniosła żadnych skutków.
Druga petycja, krążąca w Victorii, skierowana była do prezydenta USA Ulyssesa Granta i komisarza Alaski Vincenta Callyera. Petycja wzywała władze amerykańskie do działań na rzecz przejęcia kolonii pod ich kontrolę. Petycję podpisało 144 osoby, co stanowiło około 3,0% mieszkańców miasta. Mimo tak niewielkiego zainteresowania, petycja dała argument zwolennikom konfederacji zgrupowanym w Lidze Konfederacyjnej do wzmożonych działań na rzecz unii z Kanadą. Ruch proaneksyjny wyczerpał swe możliwości po przystąpieniu Kolumbii Brytyjskiej do Kanady jako prowincja.